# Crocidura silacea
Crocidura silacea es una especie de musaraña (mamífero placentario de la familia Soricidae).

## Distribución geográfica
Se encuentra en Mozambique, Suazilandia, Zimbabue y, posiblemente también, Angola, Botsuana, Lesoto, Malaui y Zambia.